# 秋月種穀
秋月 種穀（あきづき たねよし）は、江戸時代中期の旗本寄合席。通称は式部。高鍋藩主秋月家分家の旗本寄合席木脇領主秋月家6代当主。石高は日向国諸県郡、宮崎郡内3,000石。

## 生涯
秋月種蔭の四男として誕生。幼名は勝五郎。
人吉藩主相良長在の正室である寿昌院の甥で相良晃長の従兄弟にあたることから、晃長の身代わりとなっていた相良頼完が明和4年（1767年）に死去すると、その後継候補として人吉藩相良家重臣より老中筆頭の松平武元に対して種穀の人吉藩主家相良家相続が申請される。しかし、公式上は宝暦2年（1752年）生まれである頼完（実は寛延2年（1749年）生まれ）よりも年齢が高いことや相良家と秋月家とは異姓であることから松平武元より種穀の相良家相続は却下され、武元の甥にあたる遠山友充が相良福将として相良家を相続した。
種蔭の四男であったが、明和8年（1771年）に兄の種武の死去を受けて旗本秋月家の家督を相続し、安永元年（1772年）に徳川家治に初めて御目見を済ます。
兄の種武同様に父が就任していた本所深川火事場見廻役を初め、目立った幕職につく事はなく、安永5年（1776年）に死去。享年33。法名は紹雲。墓所は下谷広徳寺の梅雲院。
木脇領主である旗本秋月家の家督は、本宗家である当時の高鍋藩主秋月種徳の弟にあたる種備が相続した。

## 系譜
- 父：秋月種蔭（1714-1752）
- 母：ヤヘ - 秋月種弘の娘
- 養父：秋月種武（1735-1771）
- 正室：柳生俊峯の娘
- 生母不明の子女
  - 男子：銕蔵
- 養子
  - 男子：秋月種備（1766-1793） - 秋月種茂の五男